# Правила игры (телесериал, 2017)
«Правила игры» (кор. 슬기로운 감빵생활, ром. Seulgiroun Gamppangsaenghwal) — южнокорейский телесериал, выпущенный 22 ноября 2017 года.

## Сюжет
Талантливый бейсболист Ким Дже Хёк (Пак Хэ Су) получает год тюремного заключения. В этой же тюрьме работает охранником его лучший друг, Ли Чжун Хо (Чон Кён Хо).

## Актёрский состав

### Основной
- Пак Хэ Су — Ким Дже Хёк, главный герой. Бейсболист.
  - Ли Тэ Сон — молодой Ким Дже Хёк.
- Чон Кён Хо — Ли Чжун Хо, лучший друг Ким Дже Хёка. Охранник в тюрьме.
  - Ли До Хён — молодой Ли Чжун Хо.

### Второстепенный
Окружение Ким Дже Хёка.
- Кристал — Ким Джи Хо, девушка Дже Хёка.
  - Син Рин А — Ким Джи Хо в детстве.
  - Ли Чхэ Юн — Ким Джи Хо в подростковом возрасте.
- Лим Хва Ён — Ким Дже Хи, младшая сестра Дже Хёка.
- Йе Су Джон — мать Дже Хёка.
- Ким Гён Нам — Ли Джун Дол, младший брат Ли Чжун Хо.

Центр заключения Собу.
- Сун Дон Иль — начальник Чо Джи Хо.
- Чон Джэ Сон — профессор Мён.
- Ли Хо Чхоль — Гал Дэ Бон («Чайка»)

Тюрьма Собу.
- Чхве Мусон — Ким Мин Чхоль. Член банды, приговорённый к пожизненному заключению за убийство. Позднее срок сокращён до 25 лет. На момент сериала отсидел 22 года.
- Пак Хо Сан — Кан Чхоль До («KAIST»). Инженер, приговорённый к 3,5 годам за мошенничество с азартными играми.
- Ли Кю Хён — Ю Хан Ян («Луни»). Наркоман.
- Ю Хэ Ин — Ю Чон У («Капитан Ю»). Военный, приговорённый за то, что якобы убил своего подчинённого.
- Чжон Мин Сон — Ко Пак Са («Доктор Ко»). Менеджер крупной компании. Приговорён за то, что якобы присвоил 10 миллиардов вон.
- Кан Сын Юн — Ли Чу Хён («Жан Вальжан»). Молодой вор-рецидивист.
- Ким Сон Чхоль — Ким Ян Чхоль.
- Ан Чхан Хван — Дон Хо. Заключённый, который напал на Дже Хёка и ранил его в плечо.
- Юн Ун Ин — помощник начальника Пэн.

## Награды и номинации
| Награды и номинации телесериала «Правила игры» | Награды и номинации телесериала «Правила игры»      | Награды и номинации телесериала «Правила игры» | Награды и номинации телесериала «Правила игры» | Награды и номинации телесериала «Правила игры» |
| Премия                                         | Категория                                           | Имя                                            | Результат                                      |                                                |
| ---------------------------------------------- | --------------------------------------------------- | ---------------------------------------------- | ---------------------------------------------- | ---------------------------------------------- |
| Asian Television Awards 2018                   | Лучший драматический сериал                         | CJ E&M                                         | Номинация                                      |                                                |
| Baeksang Arts Awards 2018                      | Лучший новый актер                                  | Пак Хэ Су                                      | Номинация                                      |                                                |
| Baeksang Arts Awards 2018                      | Лучший режиссёр                                     | Син Вон Хо                                     | Номинация                                      |                                                |
| Baeksang Arts Awards 2018                      | Лучший актер второго плана                          | Пак Хо Сан                                     | Победа                                         |                                                |
| Baeksang Arts Awards 2018                      | Лучший сценарий                                     | Юн Бо Хун                                      | Номинация                                      |                                                |
| Baeksang Arts Awards 2018                      | Самый популярный актер                              | Ю Хэ Ин                                        | Победа                                         |                                                |
| The Seoul Awards 2018                          | Лучший новый актер                                  | Пак Хэ Су                                      | Победа                                         |                                                |
| The Seoul Awards 2018                          | Лучший актер второго плана                          | Пак Хо Сан                                     | Номинация                                      |                                                |
| Korean Cable TV Awards 2018                    | Лучшая драма                                        |                                                | Победа                                         |                                                |
| APAN Star Awards 2018                          | Премия за выдающиеся достижения, актер мини-сериала | Пак Хэ Су                                      | Номинация                                      |                                                |
| APAN Star Awards 2018                          | Лучший актер второго плана                          | Пак Хо Сан                                     | Победа                                         |                                                |